# Petite rivière Manitou
Petite rivière Manitou är ett vattendrag i Kanada.   Det ligger i provinsen Québec, i den östra delen av landet, 900 km nordost om huvudstaden Ottawa.
I omgivningarna runt Petite rivière Manitou växer i huvudsak barrskog. Trakten runt Petite rivière Manitou är nära nog obefolkad, med mindre än två invånare per kvadratkilometer.